# Mona Geijer-Falkner
Mona Geijer-Falkner (2 de enero de 1887 - 3 de diciembre de 1973) fue una actriz teatral y cinematográfica de nacionalidad sueca.

## Biografía
Su verdadero nombre era Emilia Desdemona Geijer , y nació en Estocolmo, Suecia. Geijer-Falkner cursó estudios en la escuela Operans balettskola en 1894. Posteriormente actuó en el "Intima teatern" desde 1907, y después en otros teatros de Estocolmo, principalmente en el Tantolundens friluftsteater, participando en revistas de Emil Norlander. 
Su debut  en el cine tuvo lugar en 1917 con la película de Mauritz Stiller Alexander den Store, participando a lo largo de su carrera en más de cien producciones, entre ellas 14 dedicadas al personaje Åsa-Nisse, en las cuales ella encarnaba a Kristin.
Casada entre 1914 y 1921 con el actor Hakon Wilhelm Falkner, Mona Geijer-Falkner falleció en 1973 en Estocolmo. Fue enterrada en el Cementerio Skogskyrkogården de esa ciudad.

## Filmografía (selección)
- 1917 : Alexander den Store
- 1919 : Sången om den eldröda blomman
- 1920 : Karin Ingmarsdotter
- 1921 : Körkarlen
- 1921 : En vildfågel
- 1922 : Luffar-Petter
- 1923 : Andersson, Pettersson och Lundström
- 1923 : Anderssonskans Kalle på nya upptåg
- 1924 : Unge greven ta'r flickan och priset
- 1925 : Skärgårdskavaljerer
- 1926 : Hon, Han och Andersson
- 1926 : Giftas
- 1928 : Från kyffen till hälsobostäder
- 1929 : Ville Andesons äventyr
- 1930 : Fridas visor
- 1931 : Skepparkärlek
- 1932 : Söderkåkar
- 1932 : Landskamp
- 1932 : Svarta rosor
- 1932 : Kärlek och kassabrist
- 1933 : Djurgårdsnätter
- 1933 : Lördagskvällar
- 1933 : Tvätta rätt – tvätta lätt
- 1934 : En stilla flirt
- 1934 : Flickorna från Gamla Sta'n
- 1934 : Simon i Backabo
- 1934 : Fasters millioner
- 1934 : Anderssonskans Kalle
- 1935 : Ebberöds bank
- 1935 : Swedenhielms
- 1935 : Munkbrogreven
- 1935 : Kärlek efter noter
- 1935 : Kanske en gentleman
- 1936 : Flickorna på Uppåkra
- 1936 : Han, hon och pengarna
- 1936 : 33.333
- 1936 : Ä' vi gifta?
- 1937 : Häxnatten
- 1937 : Odygdens belöning
- 1938 : Med folket för fosterlandet
- 1938 : Sigge Nilsson och jag
- 1939 : Då länkarna smiddes
- 1939 : Frun tillhanda
- 1939 : Vi på Solgläntan
- 1940 : Juninatten
- 1940 : Stora famnen
- 1941 : Det sägs på stan
- 1941 : En fattig miljonär
- 1941 : Striden går vidare
- 1941 : Uppåt igen
- 1942 : Vårat gäng
- 1942 : Jacobs stege
- 1942 : Flickan i fönstret mitt emot
- 1943 : Det brinner en eld
- 1943 : I brist på bevis
- 1943 : I mörkaste Småland
- 1944 : Skeppar Jansson
- 1944 : Räkna de lyckliga stunderna blott
- 1944 : Skogen är vår arvedel
- 1944 : Lilla helgonet
- 1945 : 13 stolar
- 1945 : Flickorna i Småland
- 1945 : Resan bort
- 1946 : Ebberöds bank
- 1946 : Kris
- 1946 : Onsdagsväninnan
- 1946 : Iris och löjtnantshjärta
- 1946 : Saltstänk och krutgubbar
- 1947 : Stackars lilla Sven
- 1947 : Pappa sökes
- 1947 : Onda ögon
- 1947 : Dynamit
- 1948 : Livet på Forsbyholm
- 1948 : Musik i mörker
- 1948 : Robinson i Roslagen
- 1948 : Nu börjar livet
- 1949 : Pappa Bom
- 1949 : Bara en mor
- 1949 : Åsa-Nisse
- 1949 : Boman får snurren
- 1950 : Loffe blir polis
- 1950 : Den vita katten
- 1950 : Anderssonskans Kalle
- 1950 : Frökens första barn
- 1950 : Esto no puede ocurrir aquí
- 1950 : Cuando la ciudad duerme
- 1951 : Puck heter jag
- 1952 : Kvinnors väntan
- 1952 : Kärlek
- 1953 : Sommaren med Monika
- 1953 : Åsa-Nisse på semester
- 1953 : Ogift fader sökes
- 1953 : Terras fönster nr 8
- 1954 : Gula divisionen
- 1954 : I rök och dans
- 1954 : Seger i mörker
- 1954 : Åsa-Nisse på hal is
- 1955 : Danssalongen
- 1955 : Hoppsan!
- 1955 : Bröderna Östermans bravader
- 1955 : Janne Vängman och den stora kometen
- 1955 : Luffaren och Rasmus
- 1955 : Åsa-Nisse ordnar allt
- 1956 : Sceningång
- 1956 : Ratataa
- 1956 : Åsa-Nisse flyger i luften
- 1956 : Sjunde himlen
- 1956 : Rätten att älska
- 1956 : Det är aldrig för sent
- 1956 : Litet bo
- 1957 : Åsa-Nisse i full fart
- 1957 : Räkna med bråk
- 1958 : Åsa-Nisse i kronans kläder
- 1958 : Du är mitt äventyr
- 1959 : Sängkammartjuven
- 1959 : Sköna Susanna och gubbarna
- 1959 : Lejon på stan
- 1959 : Åsa-Nisse jubilerar
- 1960 : Åsa-Nisse som polis
- 1960 : Tre önskningar
- 1961 : Åsa-Nisse bland grevar och baroner
- 1961 : Ljuvlig är sommarnatten
- 1961 : Två levande och en död
- 1962 : Åsa-Nisse på Mallorca
- 1962 : Biljett till paradiset
- 1962 : Vita frun
- 1963 : Tre dar i buren
- 1963 : Åsa-Nisse och tjocka släkten
- 1963 : Sten Stensson kommer tillbaka
- 1964 : Åsa-Nisse i popform
- 1965 : Åsa-Nisse slår till
- 1966 : Åsa-Nisse i raketform
- 1968 : Sarons ros och gubbarna i Knohult
- 1969 : Biprodukten (TV)

## Teatro
- 1918 : Tokstollar, de Emil Norlander, Södra Teatern[3]
- 1926 : Skärgårdsflirt, de Gideon Wahlberg, Mosebacketeatern[4]
- 1928 : Skärgårdsflirt, de Gideon Wahlberg, Mosebacketeatern[5]
- 1933 : Folkets gröna ängar, de Åke Söderblom, Tor Bergström, Sten Axelson y Gösta Chatham, dirección de Ragnar Klange, Folkets hus teater[6]
- 1935 : Filip den store, de Oscar Rydqvist, Vanadislundens friluftsteater[7]
- 1935 : Kvinnan väntar, de Artur Lundkvist, Anna Norrie y Sandro Malmquist, Folkan[8]
- 1936 : Känsliga Svensson, de Ernst Berge, dirección de Thor Modéen, Vanadislundens friluftsteater[9]
- 1937 : Tre trallande trubadurer, de Ernst Berge, Vanadislundens friluftsteater[10]
- 1938 : Stockholmsfilurer, de Gideon Wahlberg, dirección de Gideon Wahlberg, Odeonteatern[11]
- 1939 : Luftman & C:o, de Gideon Wahlberg, Odeonteatern[12]
- 1941 : Solvallakungen, de Ernst Berge, dirección de Sigge Fürst, Vanadislundens friluftsteater[13]
- 1942 : Sibyllan i 5:an, de Gideon Wahlberg, Gideon Wahlberg, Tantolundens friluftsteater[14]
- 1942 : Kvinnan väntar, de Artur Lundkvist, dirección de Anna Norrie y Sandro Malmquist, Folkan
- 1943 : Fattiga friare, de Gideon Wahlberg, dirección de Gideon Wahlberg, Tantolundens friluftsteater[15]
- 1944 : Annie från Amörrika, de Siegfried Fischer, Ch. Henry y Einar Molin, dirección de Siegfried Fischer, Tantolundens friluftsteater[16]
- 1945 : Bröllop i Tanto, de Gideon Wahlberg, dirección de Gideon Wahlberg y Werner Ohlson, Tantolundens friluftsteater[17]
- 1946 : Cirkus hela da'n, de Gideon Wahlberg, dirección de Werner Ohlson, Tantolundens friluftsteater[18]
- 1947 : Tänk om jag gifter mig med August, de Gideon Wahlberg y Werner Ohlson, dirección de Werner Ohlson, Tantolundens friluftsteater[19]
- 1948 : De vises sten, de Pär Lagerkvist, dirección de Alf Sjöberg, Dramaten
- 1950 : Julia i farten, de Siegfried Fischer, dirección de Siegfried Fischer, Tantolundens friluftsteater[20]
- 1954 : Söderkåkar, de Gideon Wahlberg, dirección de Gösta Jonsson, Vanadislundens friluftsteater[21]
- 1954 : Thehuset Augustimånen, de John Patrick, dirección de Stig Olin, Intiman[22]
- 1960 : Till Damaskus, del I, de August Strindberg, dirección de Olof Molander, Dramaten

## Radioteatro
- 1953 : Midsommar, de August Strindberg, dirección de Palle Brunius[23]